# Judy Chicagová
Judy Chicagová (* 20. července 1939, Chicago, Illinois, Spojené státy americké) je americká umělkyně, malířka, sochařka, spisovatelka, feministka, pedagožka a intelektuálka, jejíž kariéra trvá už více než čtyři desetiletí. Chicagová umění využívá jako prostředek pro změnu intelektuálních a společenských změn. Svou tvorbou také upozorňuje na právo žen angažovat se v umění. Pro svou víru v sebe sama či odmítání sexistických stereotypů se stala pro mnoho lidí na celém světě symbolem. Chicagová rozšířila definici umění a zdůrazňovala právo žen na svobodu projevu. Dosud o ní po celém světě vyšly stovky publikací a její díla byla vystavována v mnoha světových metropolích.
Motto: „Neměli byste ospravedlňovat svou práci.“

## Život
Narodila se v židovské rodině jako Judith Sylvia Cohenová. Později si v rozporu s patriarchální tradicí zvolila příjmení podle rodného města - Chicaga. Oba její rodiče pocházeli z rodin východoevropských emigrantů. Otec, Artur Cohen, byl z dlouhé generace rabínů sahající až do 18. století. Sám však odmítl ortodoxní židovský život a namísto toho se stal vyznavačem marxismu. Pracoval na poště ve městě Chicago, avšak většinu své energie vkládal do bojů za práva zaměstnanců a do aktivismu komunistické strany. Otec tehdejší rasově rozdělené Chicago odmítal: „Když sedí na záchodě s kalhotami dole, vypadají všichni stejně.“ Proto také svoji jedinou dceru povzbuzoval k účastem na politických diskuzích, které prostupovaly jejich měšťácký domov. Zemřel, když bylo Judy třináct let.
Její matka May Levinsonová, bývalá tanečnice, Judy velmi inspirovala. Byla to právě ona, která Judy poskytla útěchu smířit se se židovstvím, což jí umožnilo najít svou vlastní náboženskou víru. Po smrti otce ji matka často brávala do Institutu židovských lidí v Chicagu, kde Judy poprvé objevila svůj umělecký názor. Rasově nepředpojaté rodinné zázemí vysvětluje její zdánlivě vrozenou víru v sebe sama a odmítání sexistických stereotypů.
Výchova k umění Judy Chicagové začala už v osmi letech, kdy chodila na lekce umění. Pokračovala na Uměleckém institutu v Chicagu a od roku 1957 studovala na Kalifornské univerzitě v Los Angeles, kde v roce [1964] studia dokončila.
V roce 1961 se provdala za Jerryho Gerowitze, avšak jejich manželství skončilo tragicky, když Jerry o dva roky později zemřel při automobilové nehodě. V roce 1965 vstoupila do manželství se sochařem Lloydem Hamrolem, avšak tento svazek byl rozveden. Třetí, doposud poslední manželství uzavřela na Štědrý den roku 1985 s fotografem Donaldem Woodmanem.

## Dílo
Kariéra Judy Chicagové trvá nyní více než pět desetiletí. Její umění bylo často vystavováno ve Spojených státech, stejně jako v Kanadě, Evropě, Asii, Austrálii a na Novém Zélandu. Kromě toho byla po celém světě publikována také celá řada jejích knih.
V roce 1974, Chicagová obrátila pozornost k tématu dějin žen. Vytvořila její nejznámější práci, „Dinner Party“, která vznikla v letech 1974 až 1979 za účasti stovky dobrovolníků. Tento velkolepý multimediální projekt, symbolicky zobrazující historii žen v západní civilizaci, vidělo během jeho šestnácti výstav konajících se v šesti zemím více než milión diváků. „Dinner Party“ byla předmětem nespočtu článků a textů v rámci dějin umění a je zahrnuta v mnoha publikacích z různých tematických oblastí. Dopad „Dinner Party“ byl přezkoumán v roce 1996 v rámci výstavy „Sexual Politics: Judy Chicago’s Dinner Party in Feminist Art History,” jejíž kurátorkou byla Dr. Amelia Jones z UCLA Armand Hammer Museum. „Dinner Party“ byla v roce 2007 natrvalo umístěna v Brooklyn Museum jako vrcholné dílo Centra feministického umění Elizabeth A. Sackler. Judy Chicagová zveřejnila jako konečné aktualizované a definitivní vyjádření k „Dinner Party“ knihu „From Creation to Preservation.“
V letech 1980 – 1985 pracovala na projektu „Birth.“ Po identifikaci absence ikonografie související s narozením v západním umění navrhla sérii vyšívaných motivů s touto tematikou, kterou pod jejím dohledem realizovalo 150 kvalifikovaných pracovníků. Projekt „Birth“ vystavovala na více než 100 místech. Díla z této série je možné vidět v mnoha veřejných sbírkách, včetně muzea Albuquerque, kde je umístěno jádro projektu „Birth“.
Judy Chicagová se zaměřila také na individuální práci v rámci projektu „Powerplay“. V této neobvyklé sérii kreseb, maleb, utkaných děl, bronzové reliéfů, ad. prezentovala Chicagová kritický feministický pohled na genderové konstrukce maskulinity. Zkoumala, jaký může mít převažující definice moci vliv na svět obecně.
Myšlenkové procesy zapojené do „Powerplay“ souvisely s jejími dlouhodobými úvahami o moci a bezmoci, a také s rostoucím zájmem o své židovské dědictví.
„The Holocaust Project: From Darkness Into Light“ se poprvé objevil v říjnu 1993 v muzeu Spertus v Chicagu, poté putoval do roku 2002 po celých Spojených státech. Jeho části jsou stále vystavovány. Projekt obnášel osm let šetření a studia, cestování a umělecké tvorby. Skládá se ze série obrazů spojující malby Chicagové s inovativními fotografiemi Woodmana, dále z prací na barevném sklu a tapiserie, které zkušení řemeslníci připravili na základě jejích návrhů.
V roce 1999 se Judy Chicagová po 25 letech vrátila zpátky k učení, když přijala nabídku je jednosemestrová setkání v různých institucích napříč celou zemí (např. Indiana University, Bloomingon, kde obdržela Presidential Appointment in Art and Gender Studies – ocenění prezidenta za umění a genderová studia).
V roce 2001 se svým manželem, fotografem Donaldem Woodmanem, podíleli na projektu na západní Western Kentucky University. Ve spolupráci se studenty, fakultou a místními umělci vytvořili projekt s názvem „At Home“, zkoumající pohled na dům (domov) očima místních obyvatel.
Mnoho dekád produkovala Judy Chicagová své monumentální i intimní práce, které se poté staly předmětem rozsáhlého retrospektivního projektu „Trials and Tributes“, který byl představen Dr. Viki Thompson Wylderem, odborníkem na její dílo, na začátku roku 1999 ve Florida State University Art Museum v Tallahassee na Floridě.
„Resolutions: A Stitch in Time“ byl projekt spočívající ve spolupráci s kvalifikovaným řemeslnictvem pracujícím s jehlami a přinesl sérii inspirativních a obrazů kombinovaných s vyšíváním. Výstava byla zahájena v červnu 2000 v Muzeu umění a designu v New Yorku a následně cestoval do sedmi různých míst v rámci Spojených států a Kanady.
Na jaře roku 2006 se Chicagová a Woodman stali prvními uměleckými kancléři na Vaderbilt University, kde se podíleli na projektu spojujícího místní studenty a nashvillské umělce.
V roce 2009 hostila California State University její výstavu s názvem: „A Studio of Their Own: The Legacy of the Fresno Feminist Experiment,” která prezentuje práce jejích úplně prvních studentů. Textil Museum v kanadském Torontu představilo její projekt „If Women Ruled the World”, první významný přehled její textilní (vyšívané) umělecké tvorby.
O jejím díle bylo natočeno mnoho filmů, například Right Out of History, The Making of Judy Chicago’s Dinner Party od Johanna Demetrakas; dokumenty o „Womanhouse“, o projektu „The Birth“, „The Holocaust Project and Resolutions“; a dva filmy produkované korporací Canadian Broadcast Corporation: Under Wraps and The Other Side of the Picture. Televize E! Entertainment zahrnuly Judy Chicagovou do svého pořadu – World’s Most Intriguing Women (Světově nejzajímavější ženy).

### Přínos pro feministické hnutí
Význam Judy Chicagové spočívá kromě inovátorství v umělecké oblasti také v přínosu pro ženské hnutí a feminismus. Chicagová svou prací a názory prosazuje ženská práva na svobodu projevu, staví se proti sexismu a genderovým stereotypům. Je významnou propagátorkou feministicky zaměřeného umění. V roce 1970 dala Judy Chicagová vzniknout programu věnujícímu se výtvarné výchově pro ženy na California State University. Na California Institute of the Arts poté v roce 1971 založila spolu s Miriam Schapiro program na podporu feministického umění CalArts Feminist Art Program, díky kterému vznikla první feministická výstava Womanhouse demonstrující otevřený ženský pohled na umění. V roce 1973 se podílela na založení umělecké dílny Feminist Studie Workshop. Všechny tyto aktivity, ať umělecké či vzdělávací, napomohly ke vzniku globálního feministického uměleckého hnutí.
V rámci programu CalArts Feminist Art Program se Judy Chicagová věnovala uměleckému směru, který bývá označován jako „vaginální ikonografie“ vycházející z ženské fyziologie a morfologie ženských pohlavních orgánů. Na základě tohoto přístupu vznikla slavná instalace Dinner Party, která byla oslavou osobností slavných žen pomocí symbolických zobrazení vagíny naservírované na talířích prostřených na trojúhelníkové slavnostní tabuli. Tento velký trojúhelník symbolizoval tvar ženského klína a spolu se symboly vagín představoval společenskou tendenci nabízet ženy pro potěchu mužů. Judy Chicagová tímto uměleckých ztvárněním kritizovala zneužívání ženských pohlavních orgánů a bojovala proti maskulinní politice trhu s uměním. Zároveň instalacemi reagovala na bigotní katolickou morálku tehdejší Ameriky. Toto umělecké dílo bylo průlomové pro feministické a lesbické umění, ale i pro americké chápání umění vůbec.

## Publikace Judy Chicago
- Frida Kahlo: Face to Face, spoluautoři: Frances Borzello, 2010, Prestel Publishers
- The Dinner Party: From Creation to Preservation, 2007, Merrell Publishers
- Kitty City: A Feline Book of Hours, 2005, Harper Collins
- Fragments From The Delta of Venus, 2004, powerHouse
- Women and Art: Contested Territories, 1999, spoluautoři: Edward Lucie-Smith, Watson-Guptill
- Beyond the Flower: The Autobiography of a Feminist Artist, 1996, Viking/Penguin
- The Dinner Party/Judy Chicago, 1996, Viking/Penguin
- Holocaust Project: From Darkness into Light, 1993, Viking/Penguin
- The Birth Project, 1985, Doubleday/Anchor
- Embroidering our Heritage: The Dinner Party Needlework, 1980, Doubleday/Anchor
- The Dinner Party: A Symbol of Our Heritage, 1979, Doubleday/Anchor
- Through the Flower: My Struggle as a Woman Artist, 1975, Doubleday